# Подоље (Драж)
Подоље (мађ. Nagybodolya) је село у Барањи, општина Драж, у Осјечко-барањској жупанији, Република Хрватска.

## Становништво
На попису становништва 2011. године, Подоље је имало 140 становника.

## Попис1991.
На попису становништва 1991. године, насељено место Подоље је имало 282 становника, следећег националног састава:
| Попис 1991.‍  | Попис 1991.‍  | Попис 1991.‍ | Попис 1991.‍ | Попис 1991.‍ |
| ------------ | ------------ | ----------- | ----------- | ----------- |
|              |              |             |             |             |
| Мађари       | Мађари       |             | 178         | 63,12%      |
| Хрвати       | Хрвати       |             | 64          | 22,69%      |
| Срби         | Срби         |             | 10          | 3,54%       |
| Југословени  | Југословени  |             | 2           | 0,70%       |
| Немци        | Немци        |             | 1           | 0,35%       |
| Словенци     | Словенци     |             | 1           | 0,35%       |
| неопредељени | неопредељени |             | 5           | 1,77%       |
| регион. опр. | регион. опр. |             | 2           | 0,70%       |
| непознато    | непознато    |             | 19          | 6,73%       |
| укупно: 282  |              |             |             |             |